# Sympetrum dilatatum
Sympetrum dilatatum is een libellensoort uit de familie van de korenbouten (Libellulidae), onderorde echte libellen (Anisoptera).
De soort staat op de Rode Lijst van de IUCN als onzeker, beoordelingsjaar 2011.
De wetenschappelijke naam Sympetrum dilatatum is voor het eerst geldig gepubliceerd in 1892 door Calvert.